# Bezirksordnung für den Freistaat Bayern
Die Bezirksordnung für den Freistaat Bayern regelt im Freistaat Bayern eine als dritte kommunale Ebene über den Gemeinden (erste Ebene) und Kreisen (zweite Ebene) eingerichtete kommunale Gebietskörperschaft. Die aktuelle Fassung wurde in der Bekanntmachung vom 22. August 1998 (GVBl. S. 850) BayRS 2020-4-2-I veröffentlicht (zuletzt geändert durch Art. 9a Abs. 4 Bayerisches E-Government-Gesetz vom 22. Dezember 2015 (GVBl. S. 458)).
Der Begriff Bezirk wird in Art. 1 der Bezirksordnung für den Freistaat Bayern wie folgt definiert:

„Die Bezirke sind Gebietskörperschaften mit dem Recht, überörtliche Angelegenheiten, die über die Zuständigkeit oder das Leistungsvermögen der Landkreise und kreisfreien Gemeinden hinausgehen und deren Bedeutung über das Gebiet des Bezirks nicht hinausreicht, im Rahmen der Gesetze selbst zu ordnen und zu verwalten.“

Das Bayerische Staatsgebiet unterteilt sich nach Artikel 9 Absatz 1 der Verfassung des Freistaates Bayern in Kreise, die in der Praxis seit der Verabschiedung der Bezirksordnung von 1953 Regierungsbezirke bzw. Bezirke genannt werden. Bezirk und Regierungsbezirk sind in Bayern zwar geographisch identisch, aber rechtlich unterschiedliche Konstrukte. Mit der Bezirksreform von 1978 wurden die Bezirke zu einer selbständigen dritten kommunalen Ebene. Ihre Rechte und ihre Position neben den Regierungen wurden gestärkt, die Verwaltungen der Bezirke aus den Regierungen herausgelöst.
Art. 7 der Bezirksordnung für den Freistaat Bayern regelt das Gebiet eines Bezirks. Es besteht aus „[Der] Gesamtfläche der dem Bezirk zugeteilten Landkreise und kreisfreien Gemeinden […]“ Diese Ebene gibt es in Deutschland außer in Bayern noch zum Beispiel in der ehemals bayerischen Pfalz in Rheinland-Pfalz (siehe dazu unter Bezirksverband Pfalz) oder in der Region Stuttgart in Baden-Württemberg, im weiteren Sinne (Höherer Kommunalverband) auch in Niedersachsen und Nordrhein-Westfalen (Landschaftsverbände) sowie in Hessen und Sachsen (Landeswohlfahrtsverbände).
Die Organe des Bezirks sind nach Art. 21 der Bezirksordnung der Bezirkstag, der Bezirksausschuss und der Bezirkstagspräsident.